# Columbia la Jocurile Olimpice de vară din 2016
Columbia a participat la Jocurile Olimpice de vară din 2016 de la Rio de Janeiro în perioada 5 – 21 august 2016, cu o delegație de 147 de sportivi, care a concurat în 23 de sporturi. Cu un total de opt medalii, inclusiv trei de aur, Columbia s-a aflat pe locul 23 în clasamentul final.

## Participanți
Delegația columbiană a cuprins 147 de sportivi: 74 de bărbați și 73 de femei (rezervele la fotbal, handbal, hochei pe iarbă și scrimă nu sunt incluse). Cel mai tânăr atlet din delegație a fost atletul Anthony Zambrano (18 ani), cel mai bătrân a fost călărețul Rene Lopez (52 de ani).
| Sport           | Masculin | Feminin | Total |
| --------------- | -------- | ------- | ----- |
| Atletism        | 18       | 16      | 34    |
| Box             | 4        | 1       | 5     |
| Ciclism         | 11       | 4       | 15    |
| Echitație       | 2        | 0       | 2     |
| Fotbal          | 18       | 18      | 36    |
| Gimnastică      | 1        | 1       | 2     |
| Golf            | 0        | 1       | 1     |
| Haltere         | 5        | 4       | 9     |
| Înot sincron    | _        | 2       | 2     |
| Judo            | 0        | 2       | 2     |
| Lupte           | 2        | 3       | 5     |
| Natație         | 3        | 1       | 4     |
| Navigație       | 1        | 0       | 1     |
| Rugby în VII    | 0        | 12      | 12    |
| Sărituri în apă | 3        | 1       | 4     |
| Scrimă          | 1        | 1       | 2     |
| Taekwondo       | 1        | 1       | 2     |
| Tenis           | 2        | 1       | 3     |
| Tenis de masă   | 0        | 1       | 1     |
| Tir             | 1        | 0       | 1     |
| Tir cu arcul    | 1        | 3       | 4     |
| Total           | 74       | 73      | 147   |

## Medalii

### Medaliați
| Medalie | Nume                 | Sport    | Probă               | Dată      |
| ------- | -------------------- | -------- | ------------------- | --------- |
| Aur     | Óscar Figueroa       | Haltere  | 62 kg masculin      | 8 august  |
| Aur     | Caterine Ibargüen    | Atletism | Triplu salt feminin | 14 august |
| Aur     | Mariana Pajón        | Ciclism  | BMX feminin         | 19 august |
| Argint  | Yuri Alvear          | Judo     | 70 kg feminin       | 10 august |
| Argint  | Yuberjen Martínez    | Box      | 70 kg masculin      | 14 august |
| Bronz   | Luis Javier Mosquera | Haltere  | 69 kg masculin      | 9 august  |
| Bronz   | Ingrit Valencia      | Box      | 51 kg feminin       | 18 august |
| Bronz   | Carlos Ramirez       | Ciclism  | BMX masculin        | 19 august |

### Medalii după sport
| Sport    | Aur | Argint | Bronz | Total |
| Ciclism  | 1   | 0      | 1     | 2     |
| Haltere  | 1   | 0      | 1     | 2     |
| Atletism | 1   | 0      | 0     | 1     |
| Box      | 0   | 1      | 1     | 2     |
| Judo     | 0   | 1      | 0     | 1     |
| Total    | 3   | 2      | 3     | 8     |

## Natație
| Sportiv       | Probă      | Calificări | Calificări | Semifinale | Semifinale | Finală        | Finală        |
| Sportiv       | Probă      | Timp       | Loc        | Timp       | Loc        | Timp          | Loc           |
| ------------- | ---------- | ---------- | ---------- | ---------- | ---------- | ------------- | ------------- |
| Jorge Murillo | 100 m bras | 59,93 RN   | 14 C       | 1:00,81    | 16         | Nu au avansat | Nu au avansat |

## Scrimă
Floretista Saskia Loretta van Erven Garcia și-a asigurat biletul olimpic, fiind cea mai bine clasată scrimeră americană în afara Topului 14 mondial. Spadasinul John Édison Rodríguez s-a calificat după ce a câștigat turneul preolimpic de la San José, Costa Rica..
| Sportiv               | Probă           | Primul tur              | Șaisprezecimi         | Sfert de finală | Semifinală    | Finala mică/Finala mare | Finala mică/Finala mare |              |
| Sportiv               | Probă           | Adversar Scor           | Adversar Scor         | Adversar Scor   | Adversar Scor | Adversar Scor           | Loc                     |              |
| --------------------- | --------------- | ----------------------- | --------------------- | --------------- | ------------- | ----------------------- | ----------------------- | ------------ |
| John Édison Rodríguez | Spadă masculin  | Kariucenko (UKR) C 15–7 | Imre (HUN) P 8–15     | Nu a avansat    | Nu a avansat  | Nu a avansat            | Nu a avansat            |              |
| Saskia van Erven      | Floretă feminin | PAS                     | Mohamed (HUN) P 12–15 | Nu a avansat    | Nu a avansat  | Nu a avansat            | Nu a avansat            | Nu a avansat |